# Distrikt Kyegegwa
Kyegegwa ist ein Distrikt in Westuganda. Die Hauptstadt des Distrikts ist Kyegegwa.

## Lage
Der Distrikt Kyegegwa grenzt im Norden an den Distrikt Kibaale, im Osten an den Distrikt Mubende, im Süden an den Distrikt Kiruhura, im Südwesten an den Distrikt Kamwenge und im Nordwesten an den Distrikt Kyenjojo. Die nördliche Grenze wird durch den Fluss Muzizi gebildet.

## Geschichte
Der Distrikt Kyegegwa wurde am 1. Juli 2009 durch einen Akt des ugandischen Parlaments gegründet. Zuvor war der Distrikt Teil des Distrikts Kyenjojo. Der Distrikt Kyegegwa ist Teil der Subregion Toro, die gleichbedeutend mit dem Königreich Toro ist.

## Demografie
Die Bevölkerungszahl wird für 2020 auf 441.000 geschätzt. Davon lebten im selben Jahr 6,7 Prozent in städtischen Regionen und 93,3 Prozent in ländlichen Regionen.
| Zensusjahr | Einwohnerzahl |
| ---------- | ------------- |
| 1991       | 063.547       |
| 2002       | 110.925       |
| 2014       | 281.637       |

## Wirtschaft
Die Landwirtschaft ist die Hauptstütze der Wirtschaft des Distrikts, wie es bei den meisten anderen Regionen des Landes der Fall ist. 